# Canthocamptus schroderi
Canthocamptus schroderi is een eenoogkreeftjessoort uit de familie van de Canthocamptidae. De wetenschappelijke naam van de soort is voor het eerst geldig gepubliceerd in 1915 door Douwe.